# 莉娜·尼尔森
莉娜·尼尔森（英語：Lina Nielsen，1996年3月13日—），英国女子田径运动员，2015年欧洲青少年田径锦标赛女子4×400米接力金牌得主、2024年世界室内田径锦标赛女子4×400米接力铜牌得主。